# 미스터 시니스터

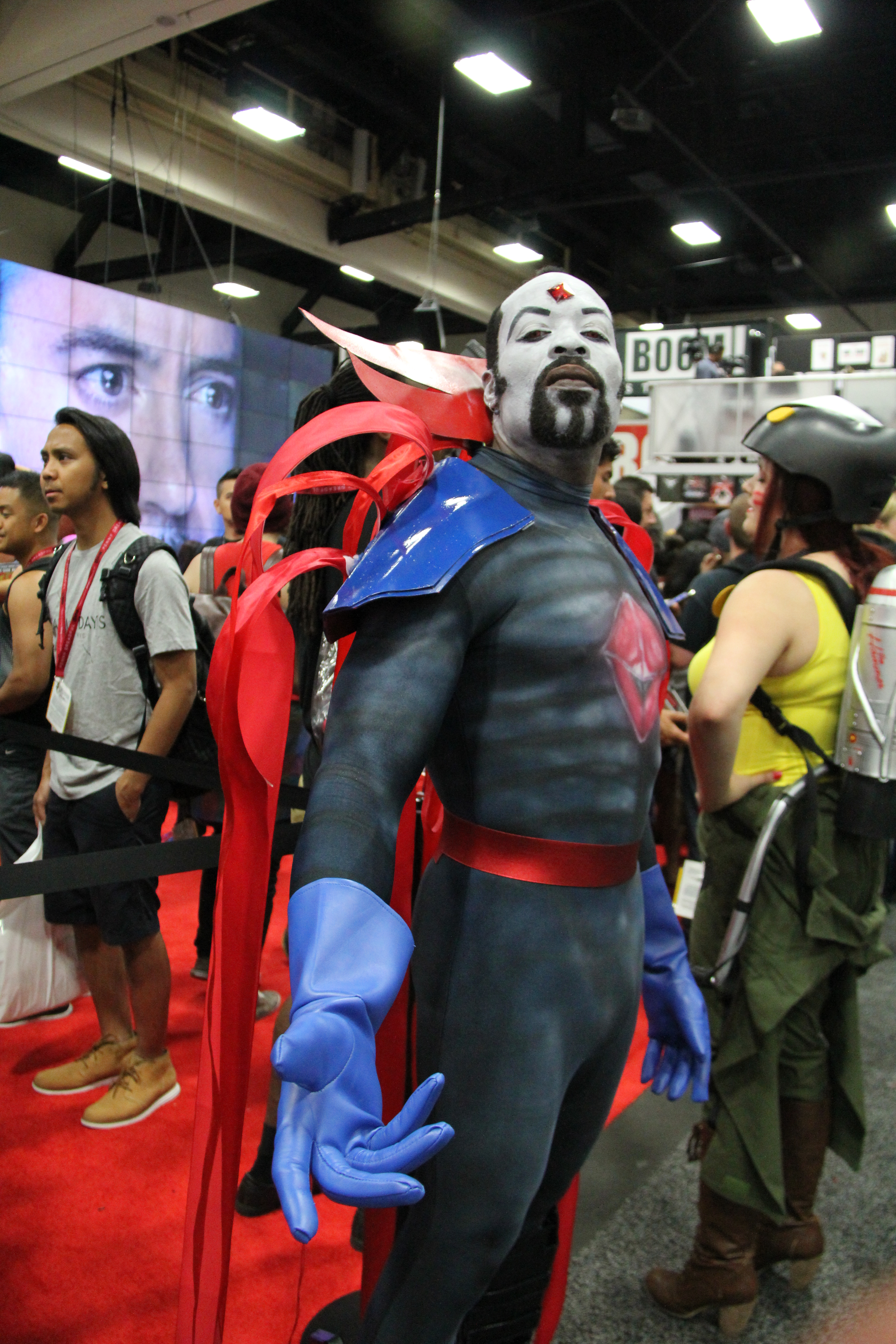

미스터 시니스터(영어: Mister Sinister)는 마블 코믹스의 슈퍼빌런 캐릭터이다. 본명은 너새니얼 에식스(Nathaniel Essex)로, 엑스맨을 괴롭히는 미치광이 과학자이다. 1987년 9월 《언캐니 엑스맨》 221호에 처음 등장했고, 크리스 클레어몬트와 마크 실베스트리가 공동 창작하였다.

## 담당 배우

### 영화
- 엑스맨: 아포칼립스(2016)

## 담당 성우

### TV 애니메이션
- 엑스맨(1992) - 크리스토퍼 브리튼
- 울버린과 엑스맨(2009) - 클랜시 브라운

### 비디오 게임
- 엑스맨 2: 울버린의 복수(2003) - 크리스토퍼 코리 스미스
- 엑스맨 레전드 2: 라이즈 오브 아포칼립스(2005) - 대니얼 라이어던
- 마블 히어로즈(2013) - 스티브 블룸
- 데드풀(2013) - 키스 퍼거슨